# Michelia punduana
Michelia punduana là một loài thực vật thuộc họ Magnoliaceae. Đây là loài đặc hữu của Ấn Độ. Chúng hiện đang bị đe dọa vì mất môi trường sống.